# Giulia Scampini
Giulia Dal Canton Scampini (Indaiatuba, 1997) é uma amazona brasileira.

## Carreira
Giulia começou a praticar o esporte hípico com apenas seis anos de idade, montando cavalos de passeio em um hotel-fazenda. Foi campeã regional (categoria Fundamental) em 2004, 2006 e 2007.
Em 2008, ela mudou de categoria: fundamental para salto
Em 2009, foi uma das duas representantes brasileiras no torneio FEI Children's International Jumping Final.
Em 2012, conquistou a medalha de bronze no Campeonato Sul-Americano de Hipismo (categoria pré-júnior).
Em 2013, teve um ano de muitas conquistas. Em outubro, foi campeã sul-americana de salto da categoria de junior, disputado na cidade de Rosario, Argentina, lhe dando o direito da vaga para os Jogos Olímpicos da Juventude em 2014 na China. No mesmo mês, ela foi a única atleta feminina do hipismo presente na coletiva do Concurso Internacional Indoor de 2013. Além dela, fez parte da mesa dos convidados, o cavaleiro brasileiro melhor pontuado no ranking mundial, Álvaro Affonso de Miranda Neto, o Doda Miranda.
Em novembro ela foi a vencedora do Troféu Perpétuo Roberto Marinho. Montando o cavalo 'HRC keep on Fighting', ela terminou o percurso em 46s05c e tornou-se a mais jovem a conquistar o Troféu.

## Conquistas
- 2010 - Campeã brasileira de amazonas[4]
- 2010/2011 - Bicampeã do ranking brasileiro de mirim[4]
- 2013 - Campeã sul-americana de salto da categoria de junior[4]
- 2013 - Campeã brasileira e do ranking nacional da categoria de pré-junior[4]